# 250. zračnoobrambna raketna brigada (Vojska Srbije)
250. zračnoobrambna raketna brigada  je letalska baza, ki deluje v okviru Vojnega letalstva in zračne obrambe Oboroženih sil Srbije.

## Zgodovina
Baza je bila ustanovljena 

## Sestava
- Poveljstvo
- Poveljniška baterija
- 1. zračnoobrambni raketni bataljon
- 2. zračnoobrambni raketni bataljon
- 3. vojnoletalski samovozni raketni bataljon
- 4. vojnoletalski samovozni raketni bataljon
- 5. vojnoletalski samovozni raketni bataljon